# Rainsars
Rainsars är en kommun i departementet Nord i regionen Hauts-de-France i norra Frankrike. Kommunen ligger i kantonen Avesnes-sur-Helpe-Sud som tillhör arrondissementet Avesnes-sur-Helpe. År 2022 hade Rainsars 194 invånare.

## Befolkningsutveckling
Antalet invånare i kommunen Rainsars
| Referens: INSEE |